# Lekanesphaera hoestlandti
Lekanesphaera hoestlandti es una especie de crustáceo isópodo intermareal de la familia Sphaeromatidae.

## Distribución geográfica
Se distribuye por el Atlántico nororiental, desde las costas de Cádiz hasta las de Marruecos.